# Esbjörn Svensson Trio

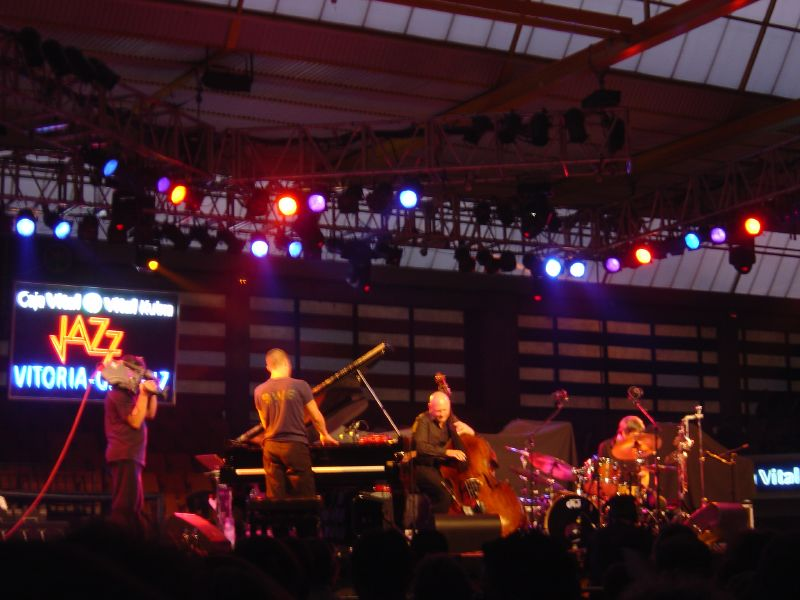
Esbjörn Svensson Trio 2003

Esbjörn Svensson Trio, e.s.t., var en jazztrio bestående av Esbjörn Svensson (piano), Dan Berglund (kontrabas) och Magnus Öström (trummor). Den verkade mellan 1993 och 2008.

## Beskrivning
Öström och Svensson var barndomskamrater och spelade med varandra från det att de var barn. De träffade Berglund 1993 och bildade med honom Esbjörn Svensson Trio. Samma år gavs debutalbumet When Everyone Has Gone ut. Gruppen upplöstes i och med att Esbjörn Svensson avled efter en dykolycka den 14 juni 2008. Deras sista album, Leucocyte, gavs ut ett par månader senare.
Deras musik kan beskrivas som energisk, experimentell och innovativ men med fötterna rotade i svensk jazztradition. Svenssons pianospel har jämförts med Jan Johanssons och Keith Jarretts. e.s.t. sade sig vara ett popband som spelar jazz.
Gruppens historia finns dokumenterad i biografin "A Strange Tale" av Hans-Olov Öberg.

## Diskografi

### Originalalbum
- 1993 – When Everyone Has Gone
- 1995 – e.s.t. Live '95
- 1996 – Esbjörn Svensson Trio Plays Monk
- 1997 – Winter in Venice
- 1999 – From Gagarin's Point of View
- 2000 – Good Morning Susie Soho
- 2002 – Strange Place for Snow
- 2003 – Seven Days of Falling
- 2005 – Viaticum
- 2006 – Tuesday Wonderland
- 2007 – Live in Hamburg
- 2008 – Leucocyte
- 2012 – 301
- 2018 – e.s.t. Live in London (inspelad 2005)

### Samlingsalbum
- 2001 – Somewhere Else Before
- 2009 – Retrospective – The Very Best of e.s.t.

### Samarbeten
- 1996 – Kära du (med Louise Hoffsten & Lasse Englund)
- 1997 – Intromotion (med Krister Andersson)
- 1998 – Var blev ni av (med Freddie Wadling)
- 1999 – Ballads (med Nils Landgren)
- 2005 – Jag vill aldrig mer vara ful och ensam (med Kristina Lugn)

### DVD
- 2003 – Live in Stockholm

## Priser och utmärkelser
- Grammis, årets jazz: 1997 (Winter In Venice), 2003 (Seven Days of Falling), 2005 (Viaticum), 2006 (Tuesday Wonderland), 2008 (Leucocyte)
- Stockholms stads hederspris 2005
- 2002 fick e.s.t. flera olika priser för sitt album Strange place for snow, som till exempel
  - "Jahrespreis der Deutschen Schallplattenkritik" - Den tyska skivakademin
  - "German Jazz Award" - Tyskland
  - "Choc de l'année" - Jazzman, Frankrike,
  - "Victoire du Jazz" – fransk Grammy – för bästa internationella verk
  - "Revolutoin of the Festival" - Midem
- Årets svenska jazzmusiker - 1995 och 1996
- Årets svenska jazzskiva - 2008  Leucocyte [2]
- Hans Koller-priset - 2004, till e.s.t. för Årets europeiska artist
- Skivan Live in Hamburg utsedd av Brittiska dagstidningen the Times till 2000-talets bästa jazz-skiva.[3]